# Chang Ling
Chang Ling est un artiste taïwanais.

## Biographie
Né à Hualien, Chang-Ling a réalisé ses études à L'École nationale supérieure d'art de Bourges dans les années 2000, puis à l'École nationale supérieure des beaux-arts de Paris. Il travaille pour Christian Boltanski, Jean-Luc Vilmouth et Jean-Marc Bustamante.

## Expositions
Il a fait les expositions suivantes : 
- Unnatural Exhibition (2004, Hsinchu, Taiwan)
- The First Flower of the Streaky Pork (2005, Taipei)
- Hair Follicle (2005, Taipei)
- Streaky Pork Series: Epoch-Making (2007, Taipei)
- Flesh Landscape in Garden (2007, Genève, Suisse)
- Pork Belly Flesh Series - Flesh Weapons (2007, Taipei)[2]

## Biennale
- 50E Biennale de Venezia, Stade France, invité par la Fondazione culturelle Italo Svedese, 2003, Venise, Italy [1]